# 黒田幸弘
黒田 幸弘（くろだ ゆきひろ、1955年2月8日 - ）はミューズソフト株式会社の代表取締役、ゲームクリエイター。ボードゲーム・コンピュータゲーム等ゲームの制作に携わる。クロちゃんの愛称で親しまれる。埼玉県岩槻市（現：さいたま市岩槻区）出身。明治大学商学部商学科卒。
ウォー・ゲームが日本に紹介されはじめた黎明期には既にアメリカからゲームを個人輸入するなどしており、その後ホビーショップでたまたま出会った鈴木銀一郎と組んで、1979年に日本初といえるゲーム・デザイン専門のプロチーム、レック・カンパニーを結成した。その後1981年に会社組織化し、エポック社からワールド・ウォー・ゲーム・シリーズをリリースする。。

## 主な作品
- 天下統一シリーズ
- 超人ロック
- 魍魎戦記MADARA
- 独ソ電撃戦
- 日露戦争
- 関ヶ原
- スターリングラード
- ドイツ戦車軍団
- 戦国大名
- 装甲擲弾兵
- 東部戦線
- パワーベースボール
- 孫子
- NORTH AFRICA
- ロボクラッシュシリーズ

### その他の作品
- メガ特捜刑事
  - 2012年5月に、クラウドファンディングでの資金調達によって開発を行なうことが発表されたiOS向けゲーム[2]。黒田は主要メンバーとして参加していた。同年9月に、資金調達目標が達成できなかったことから企画が中止になることが発表された[3]。

## 著書
- 鷹の探索（富士見書房、富士見ドラゴンブック）1986年10月30日 ゲームブック
- 『D&Dがよくわかる本』（富士見ドラゴンブック）1987年
- 『クロちゃんのRPG見聞録』(富士見ドラゴンブック ; 73) 1989年
- 『クロちゃんのRPG千夜一夜. 1～RPGがもっともっと楽しくなる本』(富士見ドラゴンブック ; 75) 1989年
- 『クロちゃんのRPG千夜一夜. 2～オリエンタルRPGの世界を探る』(富士見ドラゴンブック ; 98) 1990年
- 『クロちゃんのRPG千夜一夜. 3～闇の世界へ小旅行』(富士見ドラゴンブック ; 133) 1991年
- 『クロちゃんのRPG千夜一夜. 4～錬金術で大金持ち！』(富士見ドラゴンブック ; 161) 1993年
  - コンプティーク、コンプRPGにて連載されていたコラムの単行本。テーブルトークRPG中の珍行為や、ファンタジー作品・SF作品・中世ヨーロッパの歴史等薀蓄を、二人称の文体で面白おかしく書いてある。連載、単行本共に挿絵は中野豪。
- RPG製作ノート MAKING OF MADARA
  - マル勝ファミコンにて連載されていた「魍魎戦記MADARA」のゲーム第一作のメイキングをまとめたもの。またゲームクリエータに対する心構えのようなことも書いてある。
- 『D&D』がよくわかる本―ダンジョンズ&ドラゴンズ入門の書 (電撃ゲーム文庫) 1994年7月
  - 『D&Dがよくわかる本』富士見ドラゴンブック版の改訂版

### その他書籍
- アスキー書籍編集部 編『蘇るPC-9801伝説 永久保存版 第2弾』（アスキー）